# پودوساک
پودوساک یکی از فرماندهان عرب پیرو شاهنشاه شاپور دوم ساسانی (حک. ۳۰۹–۳۷۹) بود. او یک دزد معروف و متحد ایران بود و در سال ۳۶۳ با حمله امپراتور ژولیان (حک. ۳۶۱–۳۶۳) مبارزه کرد. در حدود ۲۴ آوریل سال ۳۶۳ او و سورنا برای هرمز، برادر فراری شاپور و پسر هرمز دوم (حک. ۳۰۲–۳۰۹)، کمین کردند.
به گفته برخی از منابع نام او از واژه عربی فاداوکاس به معنی روباه کوچک آمده‌است. در برخی از منابع از او به نام «ملک پودوساک» یاد شده‌است.